# Henri Laurent
Henri Albert Fernand Laurent (Beaulieu-sur-Loire, Loiret, 1 d'abril de 1881 – La Rochelle, Charente-Maritime, 14 de febrer de 1954) va ser un tirador d'esgrima francès que va competir a cavall del segle xix i el segle xx. El 1900 va prendre part en els Jocs Olímpics de París, en què guanyà la medalla de bronze en la prova d'espasa professional. En la prova d'espasa amateur-professional acabà en cinquena posició, empatat amb tres tiradors més.